# Дамар (місто)
Дамар (араб. ذمار) - місто в Ємені.

## Географія
Розташоване в південно-західній частині країни, приблизно за 100 км на південь від Сани, на висоті 2406 м над рівнем моря . Знаходиться на дорозі, що йде з Сани на південь країни. Адміністративний центр однойменної мухафази.

## Історія
Місто мало важливе історичне значення в доісламські часи. З приходом мусульманства було відоме як великий центр вивчення ісламу, а також як важливий центр конярства в Аравії. Це єдине місто в цій частині країни, що не оточене міськими станами або іншими оборонними спорудами. У Дамарі знаходиться безліч мечетей, крім того тут розташований Дамарський університет - найбільший університет Ємену.

## Населення
За даними на 2013 рік чисельність населення міста становила 198 920 осіб .
 Динаміка чисельності населення міста по роках: 
| 1994  | 2004   | 2013   |
| ----- | ------ | ------ |
| 82920 | 144273 | 198920 |